# Seznam finskih smučarskih skakalcev
Seznam finskih smučarskih skakalcev.

## A
- Antti Aalto
- Janne Ahonen
- Mico Ahonen
- Andreas Alamommo
- Lauri Asikainen

## E
- Hannele Eronen

## F
- Susanna Forsström

## H
- Vesa Hakala
- Janne Happonen
- Jussi Hautamäki
- Matti Hautamäki
- Kalle Heikkinen
- Sami Heiskanen
- Eero Hirvonen

## I
- Joonas Ikonen

## J
- Risto Jussilainen

## K
- Aulis Kallakorpi
- Jukka Kalso
- Veikko Kankkonen
- Ville Kantee
- Kalevi Kärkinen
- Kalle Keituri
- Eino Kirjonen
- Tami Kiuru
- Mikaela Klinga
- Sebastian Klinga
- Anssi Koivuranta
- Mika Kojonkoski
- Janne Korhonen
- Kai Kovaljeff
- Julia Kykkänen
- Niko Kytösaho

## L
- Risto Laakkonen
- Mika Laitinen
- Veli-Matti Lindström
- Arttu Lappi
- Ville Larinto
- Tauno Luiro
- Paavo Lukkariniemi

## M
- Jarkko Määttä
- Olli Muotka

## N
- Matti Nykänen
- Ari-Pekka Nikkola
- Sami Niemi
- Toni Nieminen
- Eetu Nousiainen

## O
- Juho Ojala
- Harri Olli

## P
- Vilho Palosaari
- Risto Pirttimäki (trener)
- Tanja Pitkänen
- Arttu Pohjola
- Heli Pommel
- Jari Puikkonen
- Erkki Pukka

## R
- Esko Rautionaho
- Jenny Rautionaho
- Juhani Ruotsalainen

## S
- Hemmo Silvennoinen
- Jani Soininen
- Kristiina Suokas
- Pekka Suorsa

## T
- Julia Tervahartiala
- Olga Tervahartiala
- Tero Turkki

## U
- Pentti Uotinen

## V
- Ossi-Pekka Valta
- Kasperi Valto
- Elias Vänskä
- Jonne Veteläinen

## Y
- Heikki Ylipulli
- Raimo Ylipulli
- Tuomo Ylipulli